# Кушкулево
Кушкулево (баш. Ҡушкүл) — деревня в Нуримановском районе Республики Башкортостан Российской Федерации. Входит в состав Байгильдинского сельсовета. 

## География

### Географическое положение
Расстояние до:
- районного центра (Красная Горка): 37 км,
- центра сельсовета (Байгильдино): 7 км,
- ближайшей ж/д станции (Иглино): 27 км.

## Население
| 2002 | 2009 | 2010 |
| ---- | ---- | ---- |
| 70   | ↘69  | ↘62  |

Национальный состав
Согласно переписи 2002 года, преобладающая национальность — татары (83 %).